# Николаевка (Саргатский район)
Николаевка — деревня в Саргатском районе Омской области. Входит в состав Баженовского сельского поселения.

## История
Основана в 1882 г. В 1928 г. состояла из 93 хозяйств, основное население — русские. В составе Павловского сельсовета Саргатского района Омского округа Сибирского края.

## Население
| 1926 | 2010 |
| ---- | ---- |
| 590  | ↘74  |